# Факел (Удмуртия)
Фа́кел (удм. Факел) — село в Игринском районе Удмуртии. Административный центр Факельского сельского поселения.

## География
Село находится на расстоянии 12 км к северу от посёлка Игра, административного центра района.

## История
Возник как посёлок Сергиевский при стекольном заводе, основанном в 1861 году. В 1927 году населённый пункт получил статус посёлка городского типа. В 1962 году указом Президиума Верховного Совета РСФСР рабочий посёлок Сергеевский переименован в Факел. В 2004 году Факел стал сельским населённым пунктом.

## Экономика
Основное промышленное предприятие — ООО «Факел» (производство стеклянных бутылок). Также работает деревообрабатывающее предприятие ООО «Руслес».

## Население
| 1989 | 2002  | 2010  | 2012  |
| ---- | ----- | ----- | ----- |
| 2196 | ↘2029 | ↘1723 | ↗1772 |